# 巴特武尔察赫
巴特武尔察赫（德語：Bad Wurzach，發音：[baːt ˈvʊʁtsax] ⓘ）是德国巴登-符腾堡州蒂宾根行政区拉芬斯堡县的城市，面积182.24平方千米，2023年12月31日人口为15,083人。

## 友好城市
巴特武尔察赫与以下城市结为友好城市：
- 法國 吕克瑟伊莱班
- 波蘭 波佩卢夫（英语：Popielów, Opole Voivodeship）
- 英国 瓦靈福德
- 澤西 圣赫利尔